# Плуфф, Кэтрин
Кэтрин Плуфф (англ. Katherine Plouffe; родилась 15 сентября 1992 года, Эдмонтон, провинция Альберта, Канада) — канадская профессиональная баскетболистка. На драфте ВНБА 2014 года она не была выбрана ни одной из команд. Играет на позиции тяжёлого форварда. В настоящее время выступает за французский клуб «БЛМА Лат-Монпелье».
В составе национальной сборной Канады принимала участие на Олимпийских играх 2016 года в Рио-де-Жанейро, выиграла чемпионаты Америки 2015 года в Эдмонтоне и 2017 года в Буэнос-Айресе и Панамериканские игры 2015 года в Торонто, а также принимала участие на чемпионате мира 2014 года в Турции.

## Ранние годы
Кэтрин родилась 15 сентября 1992 года в городе Эдмонтон (провинция Альберта) в семье Дэрила и Лори Плуфф, у неё есть четверо братьев и сестёр, старшая Андреа и близнец Мишель также играют в баскетбол, училась там же в средней школе имени Гарри Эйнли, в которой выступала за местную баскетбольную команду.